# يعقوب ناغين
يعقوب ناغين (العبرية: יעקב מאיר נגן، ولد في 17 يونيو 1967) هو حاخام ومؤلف أمريكي إسرائيلي. يعد ناغين رائدًا في الحوار بين الأديان وخاصة مبادرات السلام بين الأديان بين اليهودية والإسلام. وهو مدير معهد بليكل للحوار بين الأديان وبيت مدراش لليهودية والإنسانية. كتب عن الفلسفة اليهودية والتلمود والعلاقات بين الأديان.

## سيرة
وُلِد ناغين في مانهاتن، نيويورك لأهوفا وأزريل جيناك. بعد أن أنهى دراسته الثانوية في الولايات المتحدة، درس في إسرائيل، ثم عاد إلى الولايات المتحدة للدراسة في جامعة يشيفا حيث حصل على درجة البكالوريوس في الدراسات اليهودية ودرجة الماجستير في التاريخ اليهودي بالإضافة إلى الرسامة الحاخامية. في عام 1993 انتقل إلى إسرائيل.
في عام 2004 حصل ناغين على درجة الدكتوراه في الفلسفة اليهودية من الجامعة العبرية. تناولت أطروحته التفاعل بين الهالاخاه والأجادا والكابالا والفلسفة في سياق عيد العرش. تم تطوير النهج متعدد التخصصات الذي يتبعه ناغين تجاه الأدب التلمودي في كتبه: "الماء والخلق والوحي - عيد العرش في فلسفة الهالاخاه" (جيلوي، 2008) و"روح المشناه - قراءة أدبية وبحث عن المعنى" (دفير، 2016).

### نشاط الحوار بين الأديان
في عام 2006، سافر ناغين إلى الهند في سياق بحثه حول العلاقة بين اليهودية والروحانية الشرقية. يرى ناغين أن اليهودية تتضمن عناصر من الفلسفة الشرقية والغربية، كما يقدم في كتابه "الاستيقاظ على يوم جديد - قراءة متجددة للتوراة والحياة" (ماجيد، 2013). في عام 2019 ظهر الكتاب باللغة الإنجليزية تحت عنوان "كن، أصبح، بارك - الروحانية اليهودية بين الشرق والغرب" (ماجيد). ويعد ناغين قائدًا في مجال اللقاءات بين الأديان في إسرائيل والسلطة الفلسطينية بين القادة اليهود والمسلمين. وعلى خطى زميله الحاخام مناحيم فورمان، يعتقد ناغين أنه بما أن الدين هو جوهر المشكلة في الصراعات في الشرق الأوسط، فإن الدين يجب أن يكون أيضًا جزءًا من الحل.
ومن خلال جمعية اللقاء بين الأديان، يعمل على تنسيق مجموعة من حاخامات الضفة الغربية الذين يجتمعون بانتظام مع شيوخ وأئمة مسلمين، معظمهم من مناطق الخليل ورام الله . وهو الرئيس المشارك لمجلس إدارة لم الشمل الإبراهيمي (AR). يتألف التجمع الإبراهيمي من ممثلي الديانات الإبراهيمية الأربعة - اليهود والمسلمين والمسيحيين والدروز - المكرسين لتعزيز السلام في الشرق الأوسط. كان ناغين ممثلاً للمنظمة في البرلمان العالمي للأديان في عام 2015 في سولت ليك سيتي. كما أن ناغين ناشط في مبادرة الأديان المتحدة (URI)، وكان أحد ممثلي إسرائيل في المؤتمر السنوي للشرق الأوسط، الذي عقد في الأردن في نوفمبر 2017.
ظهرت صورة لناغين وهو يعانق الحاج إبراهيم أحمد أبو الهوى في "عام البحث 2014" على جوجل.
بعد جريمة قتل عائلة دوابشة في دوما، كان ناغين منظمًا لمسيرة صلاة من أجل الضحايا والاحتجاج ضد العنف.
في مارس 2016، زار ناغين جامعة الأزهر في القاهرة والفيوم لتعزيز الاحترام المتبادل بين الإسلام واليهودية.
في عام 2016، تم ذكر ناغين في مجلة Tablet كواحد من "الحاخامات الإسرائيليين العشرة الذين يجب أن تعرفهم". ينشط ناغين في نشر اليهودية في الصين في إطار منظمة "شوفر من صهيون". وقد تُرجمت العديد من كتاباته إلى اللغة الصينية، وفي عام 2017 ألقى سلسلة من المحاضرات في بكين وشنغهاي.
في عام 2020 تم تعيين ناغين مديرًا لمعهد بليكلي للحوار بين الأديان التابع لمنظمة أور توراه ستون وبيت مدراش لليهودية والإنسانية.
في عام 2022، نُشر ملخص للأبحاث في بيت المدراش لليهودية والإنسانية، بعنوان "اسمه واحد - شفاء العلاقة بين اليهودية والأديان العالمية". يخلق الكتاب نموذجًا جديدًا للنهج الهلاخي والفلسفي لليهودية تجاه الديانات الأخرى. يتصور ناغين تقاربًا بين اليهودية والإسلام بالتوازي مع العمليات التي حدثت بين اليهودية والمسيحية كما هو الحال في Nostra aetate ("في عصرنا")، إعلان المجمع الفاتيكاني الثاني في روما عام 1965 بشأن اليهودية. وهو أيضًا جزء من مبادرة N7 التي تسعى إلى توسيع وتعميق التطبيع بين إسرائيل والدول العربية والإسلامية، حيث يركز ناغين على المكون بين الأديان.
كما أن ناغين عضو في منظمتي "تسوهار" و"بيت هليل"، وهما منظمتان حاخاميتان تركزان على العلاقات بين المجتمعات الدينية والعلمانية في إسرائيل.

## الأعمال المنشورة
- - 2007 "The Soul of the Mishna - window to the inner world of the Mishna", Geloy (in Hebrew)
  - 2008 "Water, Creation and Revelation – Sukkot in the philosophy of halacha, Geloy (in Hebrew)
  - 2013 "Waking up to a new day – a renewed reading of Torah and life", Maggid (in Hebrew)
  - 2016 "The Soul of the Mishna - a literary reading and search for meaning", Dvir (in Hebrew)
  - 2019 "Be, Become, Bless – Jewish Spirituality between East and West", Maggid (in English)
  - 2019 "Life as Story - Seeing the World with New Eyes", Geloy (in Hebrew)
  - 2020 "The Soul of Mishna", Maggid (in English)
  - 2021 "Loving the World - Stories of Judaism and Humanity", Geloy (in Hebrew)
  - 2022 "His Name is One – Healing the Relationship between Judaism and World Religions", Maggid (in Hebrew)[15]
  - 2023 "Healing the Middle East: Interfaith Initiatives for Peace and Coexistences", Blickle Institute (in English)

## روابط خارجية
- - For West Bank rabbi, a rare and risky trip to Cairo’s ivory tower of Islam, April 15, 2016
  - Walking the Green Line - ‘Isaac and Ishmael are brothers’ – Otniel yeshiva and The Field, Gush Etzion bloc, Winter 2015, Haaretz
  - We are all God's children, ynet, October 9, 2014
  - Yakov Nagen, The Abrahamic Union: A confederate solution to the Israeli-Palestinian conflict, times of israel, May 29, 2017
  - Yakov Nagen, From Other to Brother: Tales of Ramadan from Hebron and Jerusalem, times of israel, June 16, 2017
  - Yakov Nagen, Religion and Reconciliation on the Temple Mount/Al Aqsa, times of israel, Aug 27, 2017
  - Peace will only come when the faiths of Jews and Arabs are acknowledged, The Jerusalem Post, September 22, 2020
  - Yakov Nagen, The evolving Jewish-Christian-Muslim trialogue, times of israel, February 21, 2021
  - Yakov Nagen, It’s time to heal Jewish-Arab relations in Israel, times of israel, April 4, 2021
  - Yakov Nagen, For God’s sake, Islam and Judaism can make peace, times of israel, May 23, 2021
  - Yakov Nagen, Rosh Hashanah: Closing a circuit of life and love, times of israel, September 3, 2021
  - Alan Rosenbaum, Interfaith dialogue: Making religion part of Israel's Middle East peace, The Jerusalem Post, February 4, 2023